# Gandosso
Gandosso [ɡanˈdɔsːo] (Gandòss [ɡanˈdɔs] in dialetto bergamasco) è un comune italiano di 1 424 abitanti della provincia di Bergamo in Lombardia.

## Geografia
Situato sul lato destro della Valcalepio, dista circa 30 chilometri ad est dal capoluogo orobico.
In posizione defilata, è posto sulle pendici delle colline da cui si gode un'ottima visuale sull'alta Valcalepio e su gran parte del Sebino.

## Storia
Si pensa che la presenza umana affondi le proprie origini nell'età preistorica, data la particolare conformazione del territorio collinare è cosparso di un gran numero di grotte ed anfratti naturali, che avrebbero potuto garantire rifugio ai primi abitanti. Anche se in esse non sono stati rinvenuti resti di una certa consistenza, recenti studi avallerebbero questa tesi.
Le grotte più conosciute sono quella chiamata Dol Mosc, la Luga e la Molera. Quest'ultima, situata nella parte bassa del territorio sul confine con Credaro, venne interessata anche da un'intensa attività estrattiva di pietre utilizzate per macinare il grano, fin dai tempi della dominazione romana. 
Quest'attività ha sempre garantito una solida fonte di occupazione e di reddito per gli abitanti, fino alla seconda metà del XX secolo, quando queste subirono un progressivo ma inesorabile abbandono.
Tuttavia non si sviluppò un vero e proprio borgo fino al periodo medievale, quando il territorio venne inserito nei possedimenti della famiglia dei conti Calepio, proprietaria di gran parte dei terreni e degli edifici più importanti del circondario. Questi mantennero il predominio su Gandosso per alcuni secoli, traghettando il paese dal periodo medievale a quello della Repubblica di Venezia, epoca in cui venne istituita la contea di Calepio.
Nonostante questa apparente tranquillità e linearità degli avvenimenti, anche questi territori furono interessati dagli scontri di fazione tra guelfi e ghibellini, tanto da subire ritorsioni da parte dei Visconti, famiglia milanese acerrima nemica della Serenissima. Al riguardo venne allora decisa la costruzione di un castello, che ben presto assunse la fama di luogo inaccessibile, tanto che tra gli abitanti era usanza dire di essere sicuri come all'interno del castello di Gandosso. Questo tuttavia non garantì lunga durata al maniero, che venne distrutto dai francesi verso la fine del XVIII secolo, del quale ora restano soltanto alcuni resti delle fondamenta, tratti di muratura ed una scalinata scavata nella roccia.

### Simboli
Lo stemma e il gonfalone sono stati concessi con decreto del presidente della Repubblica del 17 novembre 1992.
Il gonfalone è un drappo troncato di azzurro e di bianco.

## Monumenti e luoghi d'interesse
La chiesa parrocchiale dell'Annunciazione fu edificata nel 1679 in stile barocco su progetto di Andrea Fantoni e custodisce un buon numero di opere di valore, tra le quali spiccano sculture lignee ed intarsi marmorei di scuola fantoniana. Di buon pregio sono anche i dipinti di Girolamo Castelli e di Antonio Balestra ed un organo di produzione della famiglia Bossi. A lato di questo edificio sacro si sviluppa un piccolo agglomerato di edifici, tra i quali un tempo faceva bella mostra di sé il Palazzo Gonzaga che, di origine signorile, ha oggi perso le caratteristiche che lo contraddistinguevano. La chiesa è sede dell'omonima parrocchia afferente al vicariato di Predore, diocesi di Bergamo.
Merita infine menzione il santuario della Madonna del Castello. Edificato in posizione panoramica, di poco discosto dal centro del paese, possiede un gran numero di ex voto degli abitanti, una Via Crucis risalente al XV secolo ed un dipinto raffigurante la Madonna con Bambino, da molti ritenuto miracoloso.
Di particolare interesse sono anche le numerose cascine rurali che costellano il territorio, ricordando il lato rurale di questo paese, conservato fino a qualche decennio fa.

## Società

### Evoluzione demografica
Abitanti censiti